# Isaak Boryskowicz
Isaak Boryskowicz (ukrainisch Ісаакій Борискович; † 30. Dezember 1643, Kloster Międzygórski, Polen-Litauen) war orthodoxer Bischof von Łuck (1621–1633) und Przemyśl (1633–1636) in Polen-Litauen.

## Leben
Seine Herkunft ist unbekannt. Er war nach eigener Aussage sieben Jahre lang Schüler von Patriarch Meletios von Alexandria. Er war wahrscheinlich der Igumen Isaak des Klosters Stepan in Wolhynien, der 1596 an der Versammlung orthodoxer Geistlicher gegen die Union von Brest teilnahm. 1599 war er als Vorsteher des Klosters Dubno in Wolhynien an Gesprächen von orthodoxen und protestantischen Vertretern in Wilna beteiligt.
Von 1600 bis 1601 reiste er im Auftrag von Patriarch Meletios von Alexandria zu den Patriarchen von Jerusalem und Antiochien. 1602 war er an der Gründung des Klosters Derman in Galizien beteiligt und wurde dessen erster Igumen. Isaak wirkte an der Herstellung von einigen Buchdrucken in der dortigen Druckerei und an Übersetzungen aus dem Griechischen mit. Um 1605 verließ er das Kloster und ging wahrscheinlich auf den Athos, wo er nach eigener Aussage 15 Jahre lang als Mönch lebte. 1614 unterzeichnete er dort ein Dokument.
1617 war Isaak als Igumen des Klosters Czernczycy an der Gründung der Luzker Bruderschaft beteiligt. 1620 wurde er noch einmal als Vorsteher dieses Klosters erwähnt.
1621 wurde Isaak von Patriarch Theophanes III. von Jerusalem zum ersten orthodoxen Bischof von Łuck und Ostrog seit der Brester Union von 1596 geweiht, in Biała Cerkiew bei Kiew. Über eine tatsächliche Tätigkeit in diesem Amt gibt es aus dieser Zeit keine historischen Nachrichten. 1622 weilte er ebenfalls in Kiew. Von 1624 bis 1625 reiste er im Auftrag von Metropolit Hiob Borecki von Kiew nach Moskau, wo er bei Zar Michael und Patriarch Philaret um Unterstützung für die bedrängte orthodoxe Kirche in Polen-Litauen bat.
1627 weilte er als Bischof von Łuck im Kloster Stepan, möglicherweise für einige Zeit, und nahm 1628 an einer regionalen Synode in Gródek in Wolhynien teil. 1631 war er bei der Weihe von Metropolit Petro Mohyla in Kiew anwesend. Auch 1632 weilte er dort. 1633 wurde er zum Bischof von Przemyśl ernannt und blieb in diesem Amt bis 1636. 1640 wurde er letztmals bei einer Synode in Kiew erwähnt.
Isaak starb wahrscheinlich am 30. Dezember 1643 im Kloster Międzygórski bei Kiew.